# Chromofobia
Chromofobia (ang. Chromophobia) – brytyjsko-amerykańsko-francuski thriller z gatunku dramat z 2005 roku w reżyserii Marthy Fiennes. Wyprodukowana przez wytwórnię Quinta Communications.
Premiera filmu odbyła się 21 maja 2005. Zdjęcia do filmu zrealizowano na Wyspie Man oraz w Londynie w Wielkiej Brytanii.

## Opis fabuły
Prawnik Marcus Aylesbury (Damian Lewis) zmaga się z kłopotami w życiu osobistym, jego żona jest zakupoholiczką, syn sprawia kłopoty wychowawcze, a ojciec chrzestny nastolatka jest gejem. Przyjaciel Aylesburych, dziennikarz Trent (Ben Chaplin), próbuje ujawnić sekrety rodziny.

## Obsada
Źródło: Filmweb
- Ben Chaplin jako Trent
- Penélope Cruz jako Gloria
- Ralph Fiennes jako Stephen Tulloch
- Michelle Gomez jako Bushey
- Ian Holm jako Edward Aylesbury
- Rhys Ifans jako Colin
- Damian Lewis jako Marcus Aylesbury
- Kristin Scott Thomas jako Iona Aylesbury
- Harriet Walter jako Penelope Aylesbury
- Clem Tibber jako Orlando